# Фанниаз
Фанниаз (Fanniasis) — миаз, вызванный личинками мух рода Fannia.
Личинки мух Fannia (сем. Fanniidae, отр. Diptera) могут поражать глаза, уши, желудочно-кишечный тракт и мочеполовую область. Они могут вторгнуться в открытые раны и в неповреждённую кожу. Некоторые попадают в организм через нос или уши, или в кишечник при приёме пищи.
Инвазии способствует плохая гигиена, болезни, низкий социальный уровень.
Возбудитель — Малая комнатная муха Fannia canicularis (Linnaeus, 1761) (син.: Homalomyia canicularis, Homalomyia vianicata). Самки длиной до 7,5 мм. При температуре окружающей среды не ниже 17-18 °С самка, 4-8 дней после спаривания, откладывает за один раз до 150 яиц. При оптимальной температуре (35-45 °С) через сутки из яиц выходят личинки, которые через 1-2 недели окукливаются. Личинки коричневатого цвета, плоские, на спине и по бокам снабжены довольно длинными отростками. Личинки разжижают пищу, выпуская на неё пищеварительные соки, то есть, как и взрослые мухи, имеют внекишечное пищеварение. Окукливание происходит обычно в почве при более низкой температуре (не выше 25 °С). Новое поколение мух появляется примерно через месяц. Продолжительность их жизни составляет около месяца.
Личинки Fannia canicularis способны вызывать случайный кишечный, мочеполовой и ушной миазы. Случаи заболевания были зарегистрированы в Германии, Австрии, Франции, Англии, Северной Америке.
Мочеполовой миаз возникает как при инвазии личинок F. canicularis, когда мухи отложили яйца в районе мочеиспускательного отверстия и половым путём.
Кожная форма инфекции F. canicularis характеризуется медленным развитием язв (см. Кожный миаз). Носовая локализация характеризуется блокировкой носовых проходов и сильным раздражением (см. Назальный миаз). При ушной локализации больной ощущает жужжание, шумы (см. Отомиаз). При офтальмомиазе наблюдается сильное раздражение, отёки и боли в области глаз.
Fannia scalaris (Fabricius, 1794) могут откладывать яйца на анус, откуда личинка проникает в прямую кишку (так наз. ректальный миаз). F. Scalaris также вызывает урогенитальный миаз у детей.
См. также Энтомозы.